# حارة الدقيق (صنعاء)
حارة الدقيق هي إحدى حارات حي معين بمديرية معين إحد مديريات العاصمة اليمنية صنعاء، بلغ تعداد سكانها 5987 نسمة حسب تعداد اليمن لعام 2004.